# سنگ‌چشم‌کوکوی سرخاکستری
سنگ‌چشم‌کوکوی سرخاکستری (نام علمی: Edolisoma schisticeps)، همچنین به عنوان سیکادامرغ سرخاکستری یا سیکادامرغ لبه‌سیاه شناخته می‌شود، گونه‌ای از پرندگان تیرهٔ سنگ‌چشم‌کوکویان (Campephagidae) است که در گینه نو یافت می‌شود. زیستگاه طبیعی آن جنگل‌های جلگه‌ای نمناک نیمه‌گرمسیری یا گرمسیری و جنگل‌های حرای نیمه‌گرمسیری یا گرمسیری است.